# 付箋

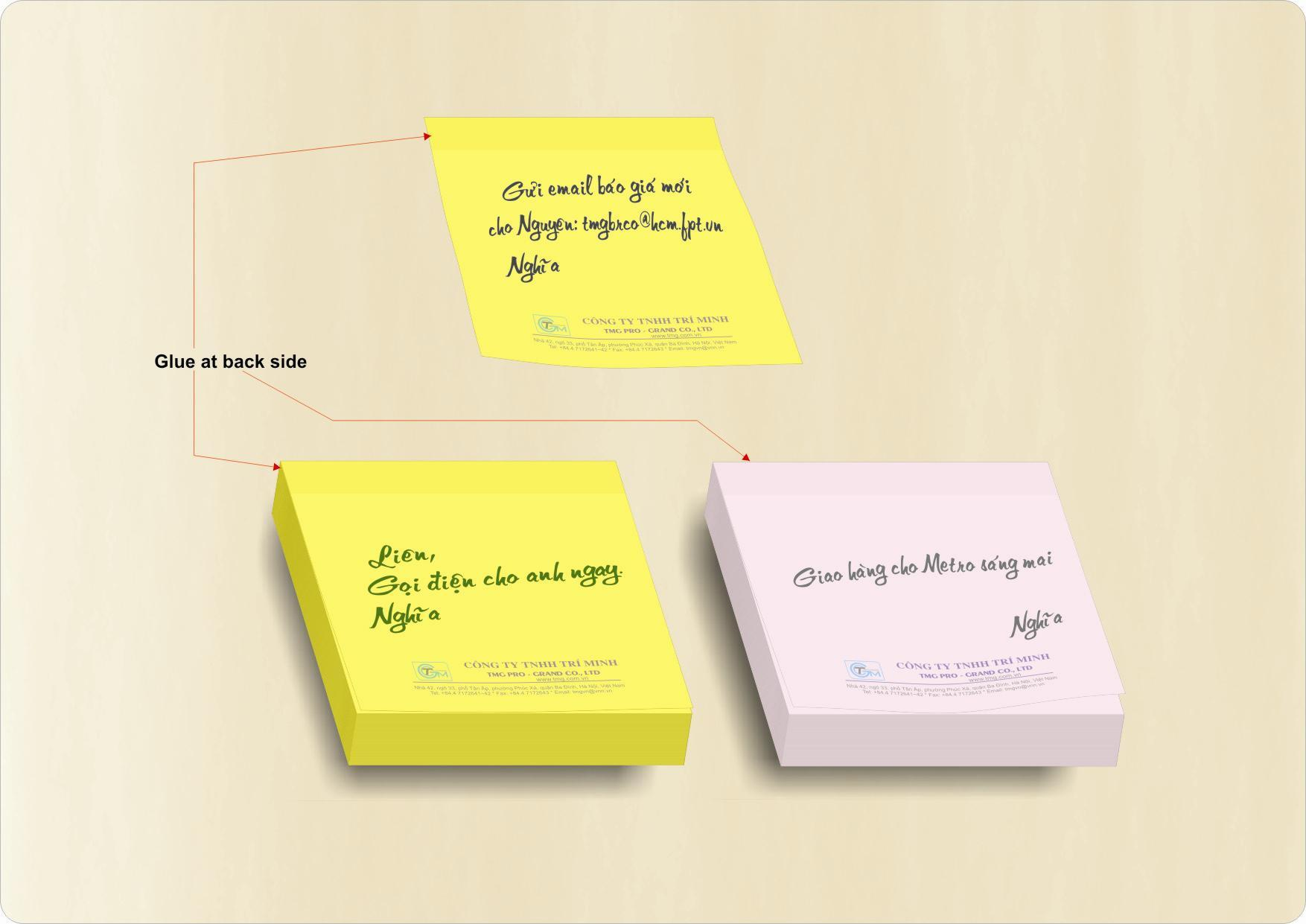
付箋。

付箋（ふせん、附箋、英:Sticky notes/Post-it）は、メモ書きを一時的に文書・書籍・封筒・机などに貼り付ける小さな紙である。
本来は、貼り付け対象の文書等に、糊かセロハンテープでメモ用紙程度の小紙片を貼付するものである。しかし近年では、糊やテープを用意しなくても貼ったり剥がしたりできる市販製品を指すことも多い。特に、後述する3M社の製品ポスト・イットもしくはこの製品に対し3M社の日本法人であった住友スリーエム株式会社が名づけた付箋紙と呼ばれることが多い。

## 付箋の種類
付箋には、
- 半透明で向こうが透けてみえるもの
- ミシン目に沿って一部が切り取れるもの
- 粘着部分のみを切り離して使えるもの

等がある。

## ポスト・イット

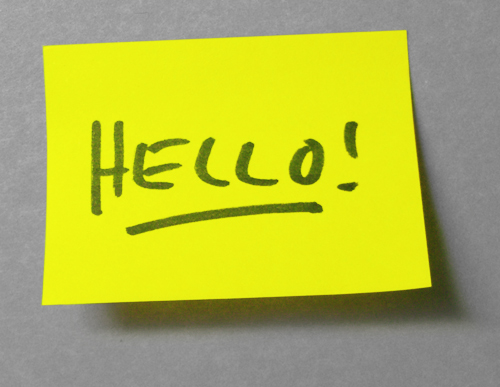
ポスト・イット。

最初の糊付き付箋製品であるポスト・イット（英語: Post-it 登録商標、1980年発売）は、アメリカ合衆国の化学メーカー3Mによって開発された。1969年、3Mの研究員スペンサー・シルバーは、強力な接着剤を開発中に、たまたま非常に弱い接着剤を作り出してしまった。当初この弱い接着剤は用途が見つからず、「失敗の産物」と思われていたのだが、特許を取得していた。
1974年に3M研究員アート・フライが、本の栞に応用できないかと思いついた。このエピソードは、偶然や失敗から大発明を生む「セレンディピティ（偶察力）」の典型例として知られる。
日本での発売時には、日本独自の要望に応え、付箋の先端を赤く塗ったものを販売したところ、爆発的に売れた。

## 注意点
図書館では蔵書に付箋を使用しないよう利用者に求めているところもある。これは、長期間の保存を前提としている資料を傷めてしまうのを防ぐためである。資料を傷める理由としては、付箋を剥がす際に表面を剥ぎ落としてしまう場合があるほか、はがしたときに残った糊が本の劣化の原因になることが挙げられている。

## コンピュータ分野における付箋
近年では、コンピュータ、スマートフォン上でこの付箋の役目を果たすアプリケーションが、Windows, macOS, Androidなどで開発されている。